# Garveia pusilla
Garveia pusilla is een hydroïdpoliep uit de familie Bougainvilliidae. De poliep komt uit het geslacht Garveia. Garveia pusilla werd in 1925 voor het eerst wetenschappelijk beschreven door Fraser. 